# Boophis jaegeri
Boophis jaegeri är en groddjursart som beskrevs av Frank Glaw och Miguel Vences 1992. Boophis jaegeri ingår i släktet Boophis och familjen Mantellidae. IUCN kategoriserar arten globalt som sårbar. Inga underarter finns listade.